# Lanexang Airways International
Lanexang Airways International (laotisch ສາຍການບິນ ລ້ານຊ້າງ ສາກົນ) ist eine laotische Fluggesellschaft mit Sitz in Vientiane und Basis auf dem Flughafen Vientiane.

## Geschichte
Lanexang Airways International Co., Ltd wurde 2021 als Charterfluggesellschaft gegründet. Seit 2023 bietet sie Linienflüge innerhalb Laos an.

## Flugziele
Lanexang Airways International bietet ab Vientiane nationale Linienflüge nach Bokeo an. Weitere Flugstrecken sind geplant.

## Flotte
Im August 2023 erwarb die Fluggesellschaft ihre erste ATR72-500 von der Vietnam Airlines und im November 2024 die zweite Maschine gleichen Typs von Cambodia Angkor Air. Beide Flugzeuge besitzen 68 Sitze in der Economy-Klasse.